# 遊樂園裏的撒嬌鬼 ～只屬於二人的秘密遊戲～
《遊樂園裏的撒嬌鬼 ～只屬於二人的秘密遊戲～》，下稱《遊樂園裏的撒嬌鬼》，是Marble CandySoft（マーブルCandySoft）在2018年10月26日發售的戀愛冒險類型成人遊戲，當中由和負責原畫，porori、志方孝志、神堂劾共同擔當編劇。
《遊樂園裏的撒嬌鬼》擁有多條劇情分支路線，每條路線皆有一系列預先設定的場景和人物互動。其主要聚焦於三名女主角後藤友莉、米谷向日葵、藤崎堇跟玩家角色青柳惠一的互動，並刻畫了角色之間的性行為。整個故事以青柳的視角作切入點。他是個遊樂園員工，並在園內跟三名女主角相會。
這部遊戲在發售後隨即登上日本美少女遊戲暨動漫相關商品銷售網站Getchu屋當月視覺小說銷量排行榜的第10位，並在該網站上被票選為2018年10月度第8佳的美少女遊戲。此外亦在2018年度萌系遊戲大賞中贏得色情作品奖PINK的金獎。

## 遊戲系統

《遊樂園裏的撒嬌鬼》的遊玩介面，圖中女主角藤崎堇正在跟玩家角色對話。

《遊樂園裏的撒嬌鬼》採取戀愛冒險的遊玩方式。玩家所扮演的是本作的男主角青柳惠一。基本上玩家在遊玩的時候都需閱覽屏幕上所顯示的文本和聆聽對話，用以了解故事情節和人物之間的對話。聲音和文字會與人物拼合圖和背景一同出現，以表示青柳跟誰對話。玩家可把本作設定成「環境音模式」，即遊戲本身的背景音樂會關掉，並改以人們在背景說話的聲音代替之，以增加玩家的真實感。玩家會在故事中遇見代替背景和人物拼合圖的CG。《遊樂園裏的撒嬌鬼》擁有多條劇情分支路線，每條路線的结局皆有所不同。玩家的選擇最終會影響進入哪條路線，从而影響结局。
本作角色之間的關係亦帶有一定性意味。有關場景包括手交、口交、性交等等。玩家在某些預設的段落中須選擇行為選項，對話框的下一段文本在做出選擇前並不能夠顯示。玩家必須反覆載入選項頁面並選擇不同的選項，才能夠觀覽存於不同路線的劇情。《遊樂園裏的撒嬌鬼》擁有幾個不同的結局。

## 故事
青柳惠一原先是個在間野邊町長大的男性，在成人之後前往都市工作。不過他後來因為厭倦都市的生活模式，而重返自己的故鄉。在回到故鄉後，他決定成為屋上遊樂園的員工，並在從事這份工作期間跟三名少女相會。其中之一就是自己的青梅竹馬後藤友莉，她原本跟青柳關係很好，不過卻因為青柳的離去而變得在表面上討厭他，即使自己的心裏想跟他修復關係。
青柳亦在遊樂園當中認識經常需在園內等待媽媽接回家的米谷向日葵，她有點我行我素，但由於在單親家庭長大的關係，所以在性格上較為穩重。除此之外，他跟遊樂園管理員的孫女藤崎堇時有碰面和交流。藤崎是個易害羞但喜歡說話的少女，她喜歡動畫和特攝片。

## 開發
《遊樂園裏的撒嬌鬼》是開發團隊Marble CandySoft開發的第三部蘿莉題材作品。在發行本作之前，它曾推出、等成人遊戲，並取得一定人氣。本作的原案由お米イド提出，同時他亦負責包括監製在內的諸多工作。原畫由和負責。此前曾擔當D.C.II Dearest Marriage等多部成人遊戲的原畫，則曾在ALcot的幾部作品中擔當這樣的角色。porori、志方孝志、神堂劾共同擔當是作的編劇。其中三人在此前曾有擔任成人遊戲編劇的經驗，只有為首次擔任這種角色。

## 宣傳發行
Marble CandySoft在2018年5月25日開設本作的官方網站，並在6月22日開始公佈有關購入特典的消息。9月7日，向日葵的聲優出席於Niconico直播上對外直播的節目「Heart Hot Station」。13日，它在Youtube上公開了《遊樂園裏的撒嬌鬼》的開頭動畫。27日，它在其官網上發佈了本作的免費試玩版，予供公眾下載試玩。次日，它在Twitter上宣佈《遊樂園裏的撒嬌鬼》已下線，隨文附上畫師麻の葉的紀念插畫。
Marble CandySoft在9月期間舉辦了兩場面向本作預約者的活動。此外它亦在接下來的一個月內於YouTube上開展發售倒數活動，當中三名女主角會在倒數影片中登場。10月3日，Marble CandySoft在YouTube上公佈三名女主角的自我介紹影片。成人遊戲月刊雜誌《BugBug》在同日以2頁篇幅對本作進行介紹。後日，友莉的聲優同於節目「Heart Hot Station」上登場。10月19日，官方在秋葉原舉辦遊戲介紹活動。
10月26日，《遊樂園裏的撒嬌鬼》正式版開售，同時兼容Windows 7/8.1/10。預訂版會附送以三名女主角作主題的色紙。追加遊戲劇情以可下載內容形式發佈，只有早期購入者才可獲得。豪華版則會附送毛毯，上面繪有三名女主角在草地上睡覺的樣子。部分商店亦會為購入者贈送像電話卡、挂毯、海报般的贈品。Marble CandySoft在正式發售的該天舉辦了抽獎活動，中獎者將能獲得得到後藤友莉和藤崎堇的聲優簽名的角色色紙；而沒有中獎的人也可獲得由的畫師田邊京繪製的插畫卡。
12月7日，Marble CandySoft在DMM上公佈了是作的下載版。2019年3月8日，它發佈本作的Android版。能夠在iOS上遊玩的版則在2021年4月16日推岀。

## 評價
《遊樂園裏的撒嬌鬼》在日本美少女遊戲暨動漫相關商品銷售網站Getchu屋的2018年10月最暢銷視覺小說遊戲排行榜上排行第10位。

### 獲獎紀錄
在Getchu屋上，《遊樂園裏的撒嬌鬼》亦被票選為2018年10月度第8佳的美少女遊戲。此外亦在2018年度萌系遊戲大賞中贏得色情作品奖PINK的金獎。

## 外部連結
- 官方网站 （页面存档备份，存于）（日語）